# Восканян Артур Ашотович
Артур Ашотович Восканян (вірм. Արթուր Աշոտի Ոսկանյան; нар. 13 серпня 1976, Єреван, Вірменська РСР) — радянський та вірменський футболіст та тренер, виступав на позиції опорного півзахисника.

## Клубна кар'єра
Розпочав свою кар'єру в ечміадзинському «Звартноці», за який у першому сезоні відіграв 11 матчів. На той час йому було ще 17 років. Наступний повноцінно проведений сезон Восканяном не допоміг клубу зберегти місце наступного сезону. Сам Артур після вильоту клубу перейшов до єреванського «Вану». За «Ван» встиг зіграти лише два сезони, оскільки клуб по завершенні сезону 1996/97 років розформували.
У 1998 році став гравцем араратського «Цементу», який набирав силу. Клуб завоював цього сезону перший чемпіонський трофей і кубок, оформивши золотий дубль. Восканян окрім командних досягнень, завоював й індивідуальне за результатами голосування, ставши найкращим футболістом Вірменії 1998 року. У 1999 році перейшов до клубу російської Прем'єр-ліги «Уралан» (Еліста), де провів два сезони.
У 2001 році повернувся до Вірменії, де став гравцем «Спартака» (Єреван). У команді провів сезон 2001 року, після чого перебрався в «Бананц». У 2002 році переїхав на Кіпр, де підсилив місцевий клуб «Дігеніс» (Морфу). Потім захищав кольори іншого кіпріотського клубу, «Етнікос» (Ахна). У 2004 році повернувся до Вірменії. Спочатку виступав у першоліговому колективі «Лернаїн Арцах», а потім перейшов до вищолігового «Пюніка» (Єреван). У 2005 та 2006 році разом з командою вигравав чемпіонат Вірменії.
У 2007 році вирішив змінити обстановку та переїхав до «Арарату» (Єреван). Наступного сезону виступав за білоруський «Вітебськ», а з 2009 року знову виступав за єреванський «Бананц».
13 серпня 2011 року провів прощальний матч, після чого перейшов на тренерську роботу у клубі.

## Кар'єра в збірній
У футболці національної збірної Вірменії дебютував 27 березня 1999 року у програному (0:3) домашньому кваліфікаційному матчі чемпіонату Європи 2000 року проти збірної Росії. 12 серпня 2007 року в переможному (1:0) товариському матчі проти збірної Мальти відзначився своїм єдиним голом за національну команду. З 1999 по 2010 рік зіграв за збірну Вірменії 52 матчі.
У березні 2010 року отримав запрошення до збірної, за яку востаннє зіграв рік тому. Проте в тому ж році завершив міжнародну кар'єру.
| національна збірна Вірменії | національна збірна Вірменії | національна збірна Вірменії |
| Рік                         | Матчі                       | Голи                        |
| --------------------------- | --------------------------- | --------------------------- |
| 1999                        | 6                           | 0                           |
| 2000                        | 5                           | 0                           |
| 2001                        | 4                           | 0                           |
| 2002                        | 2                           | 0                           |
| 2003                        | 7                           | 0                           |
| 2004                        | 2                           | 0                           |
| 2005                        | 1                           | 0                           |
| 2006                        | 2                           | 0                           |
| 2007                        | 8                           | 1                           |
| 2008                        | 10                          | 0                           |
| 2009                        | 2                           | 0                           |
| 2010                        | 2                           | 0                           |
| Загалом                     | 51                          | 1                           |

## Кар'єра тренера
8 грудня 2015 року призначений головним тренером юнацької збірної Вірменії (U-17). Потім очолював «Бананц» (Єреван).

## Особисте життя
Одружений, виховує двох дітей (дівчинка та хлопчик). Молодший брат, Ара Восканян, також був футболістом. 

## Досягнення

### Клубні
«Цемент» (Арарат)
- Прем'єр-ліга Вірменії
  -  Чемпіон (1): 1998
  -  Бронзовий призер (1): 2001

- Кубок Вірменії
  -  Володар (1): 1998

- Суперкубок Вірменії
  -  Володар (1): 1998

«Бананц» (Єреван)
- Прем'єр-ліга Вірменії
  -  Срібний призер (1): 2010
  -  Бронзовий призер (1): 2002

- Кубок Вірменії
  -  Фіналіст (2): 2009, 2010

- Суперкубок Вірменії
  -  Фіналіст (1): 2010

«Пюнік» (Єреван)
- Прем'єр-ліга Вірменії
  -  Чемпіон (2): 2005, 2006

- Кубок Вірменії
  -  Фіналіст (1): 2006

- Суперкубок Вірменії
  -  Володар (1): 2005
  -  Фіналіст (1): 2006

«Арарат» (Єреван)
- Кубок Вірменії
  -  Фіналіст (1): 2007

### Індивідуальні
- Футболіст року у Вірменії (1): 1998.[1]